# Le Boël
Pour les articles homonymes, voir Boël.
Le Boël est un lieu-dit situé le long de la Vilaine, à une quinzaine de kilomètres au sud de Rennes, entre les communes de Bruz et Guichen et à proximité du bourg de Laillé. C’est un site naturel et touristique d’importance départementale en Ille-et-Vilaine.

## Géographie

### Situation

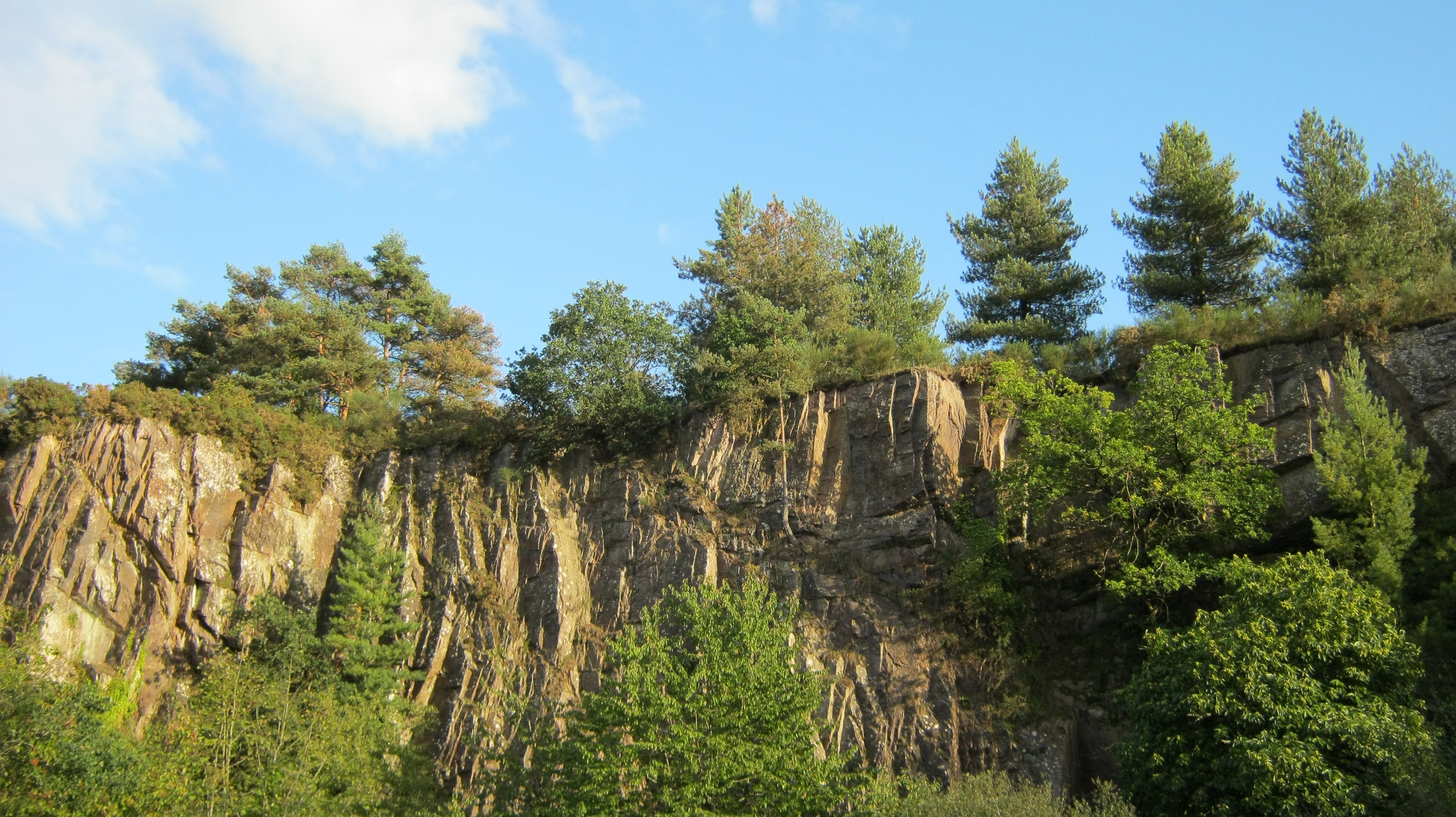
Une carrière du Boël.

Le Boël se situe dans une cluse (une vallée rétrécie) formée par la Vilaine entre Rennes et Redon. Le fleuve forme la limite entre les communes de Guichen et de Bruz, à l’est du village de Pont-Réan et au nord-ouest du bourg de Laillé. Le Boël se situe à la limite méridionale du bassin sédimentaire de Rennes. La Vilaine coule à une altitude quasi constante de 12 mètres et est surplombée de part et d’autre par des falaises culminant à 50-60 m. Sur ces falaises, le bois de Saint-Jean culmine à 84 m tandis que le bourg de Laillé se situe à une altitude supérieure à 100 m.
De nombreux sentiers offrent des panoramas sur la Vilaine. Le sentier de grande randonnée 39 (Mont-Saint-Michel − Guérande) passe sur la rive gauche de la Vilaine, surplombant des carrières.

### Cadre géologique

Carte géologique du Massif armoricain.

La région du Boël est localisée dans le domaine centre armoricain, dans la partie médiane du Massif armoricain qui est un socle ouest-européen de faible altitude (maximum 400 m), caractérisé par des surfaces d'aplanissement et qui résulte d'une histoire complexe composée de trois orogenèses : icartienne (Paléoprotérozoïque,ca. 2,2-1,8 Ga), cadomienne (Édiacarien 750-540 Ma) et surtout varisque (ou hercynienne, au Dévonien-Carbonifère, 420-300 Ma). La structure du Massif armoricain résulte de la superposition de l'héritage de ces deux derniers orogènes.
Le Boël est situé dans un vaste bassin sédimentaire constitué de sédiments détritiques essentiellement silto-gréseux issus de l'érosion de la chaîne cadomienne et accumulés sur plus de 15 000 m d'épaisseur, socle sur lequel reposent en discordance des formations paléozoïques sédimentaires. Le territoire est au nord d’une grande unité sédimentaire qui a été déformée par des plissements au Paléozoïque, le synclinorium de Martigné-Ferchaud (« synclinaux du sud de Rennes »). Dans cette unité synclinoriale du sud rennais proprement dite, à structure appalachienne, la sédimentation paléozoïque débute par la mise en place de matériel détritique de couleur rouge, la formation ordovicienne de Pont-Réan, caractérisée notamment par le faciès de type Le Boël. Il s'agit d'un siltstone (parfois appelé schiste rouge) correspondant à « sédiments relativement homogènes et massifs à stratification peu visible, mais affectés d'une schistosité fruste et toujours développée, donnant un débit en dalles plus ou moins grossières à surfaces glanduleuses, caractéristiques liées à sa structure « œillée ». Les colorations pourprées, lie-de-vin ou violines les plus communes sont dues à une pigmentation hématitique. Des taches vertes localement abondantes, parfois même dominantes, sont attribuées à une réduction du fer ».
Des carrières de schiste rouge de l’ordovicien inférieur y ont été exploitées jusqu’au XXe siècle.

## Toponymie

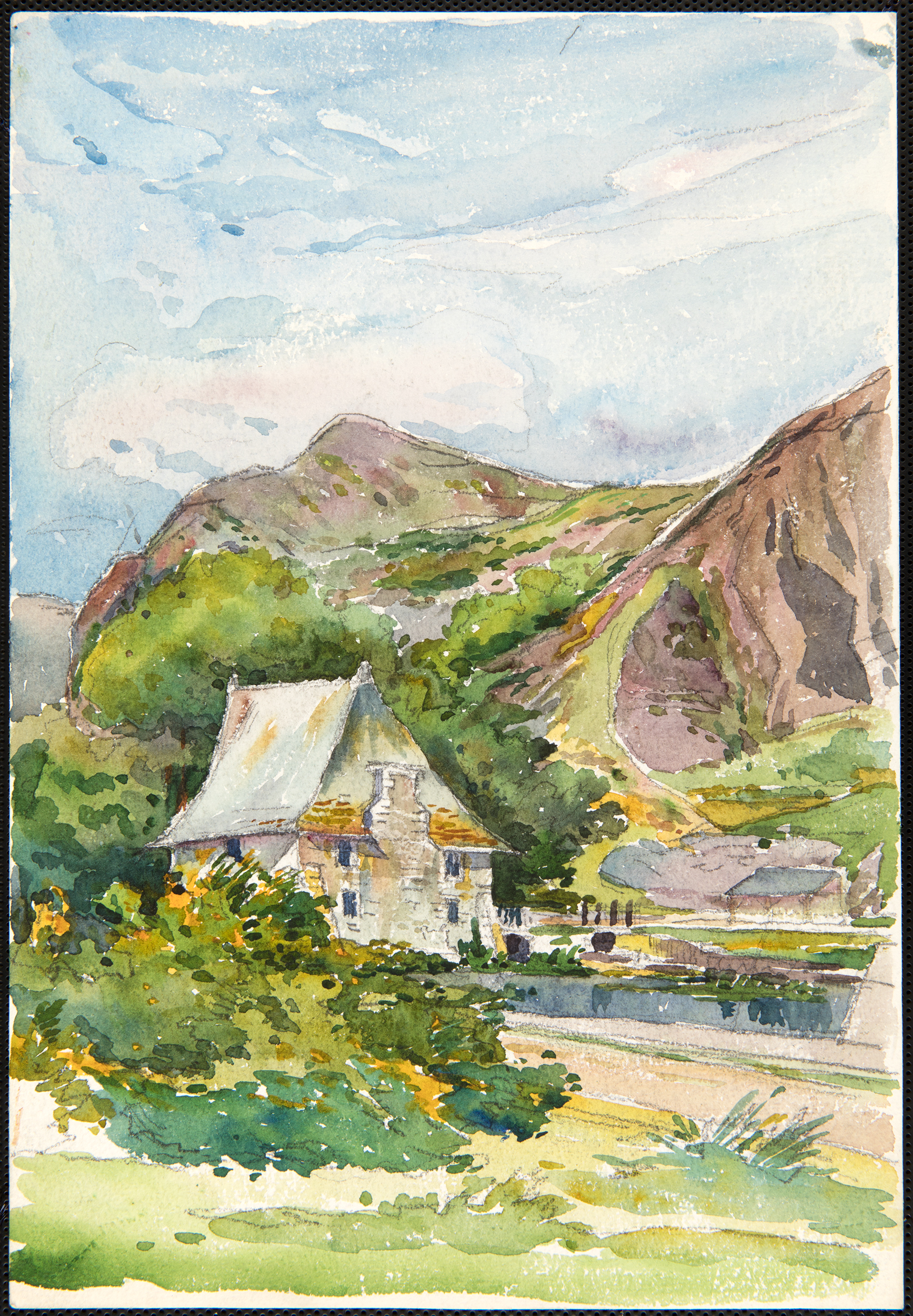
Bruz moulin du Boël, aquarelle d'Emmanuel Le Ray (conservée au Musée de Bretagne).

« conforme au relief [...] le nom, dont on possède trois formes relativement récentes (le Boille, 1473 ; le Bouelle, 1730 ; le Boële, 1783), représente l'ancien français boel (= botellu) devenu boyau. La vallée, profondément encaissée, a reçu un nom populaire, imagé. Cette cluse sauvage, couronnée de bouquets de pins, est bien un boyau [...]. Le même nom désigne l'ancienne rue de l'Horloge à Fougères, un moulin disparu de la commune de Campel, une ferme de la commune de Montauban (le Bouhœl, XVIIe s.), un hameau de la commune du Lou en Ille-et-Vilaine. Il est représenté dans le Loir-et-Cher, le Pas-de-Calais, à Tours... ».
En gallo on dit : un bouyè (pluriel : dés bouyaos)[réf. souhaitée].
Le mot anglais bowels est de la même famille. 
Le nom du lieu-dit traduit en breton est Ar Boel.

## Lieux et monuments

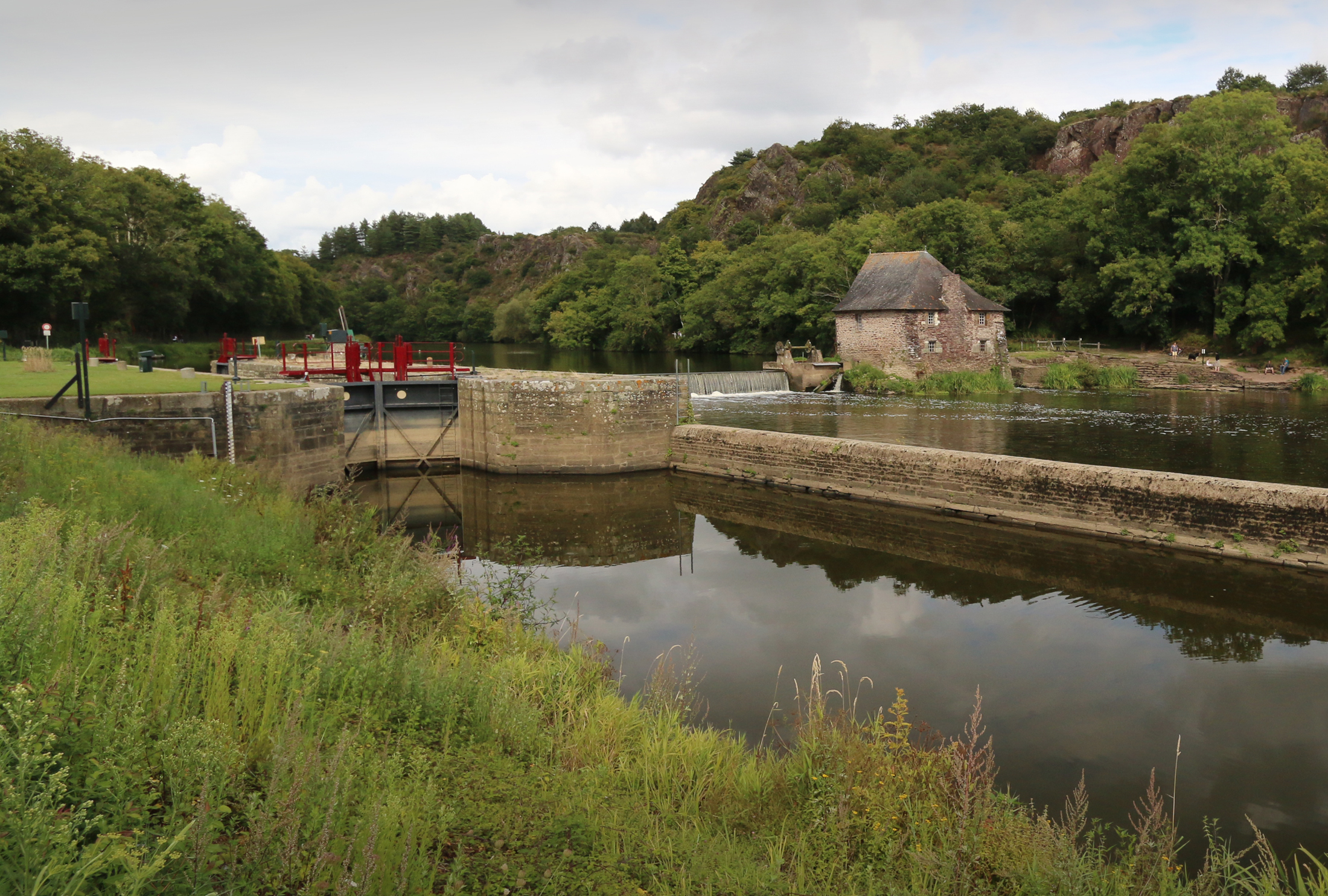
L'écluse et le moulin du Boël.

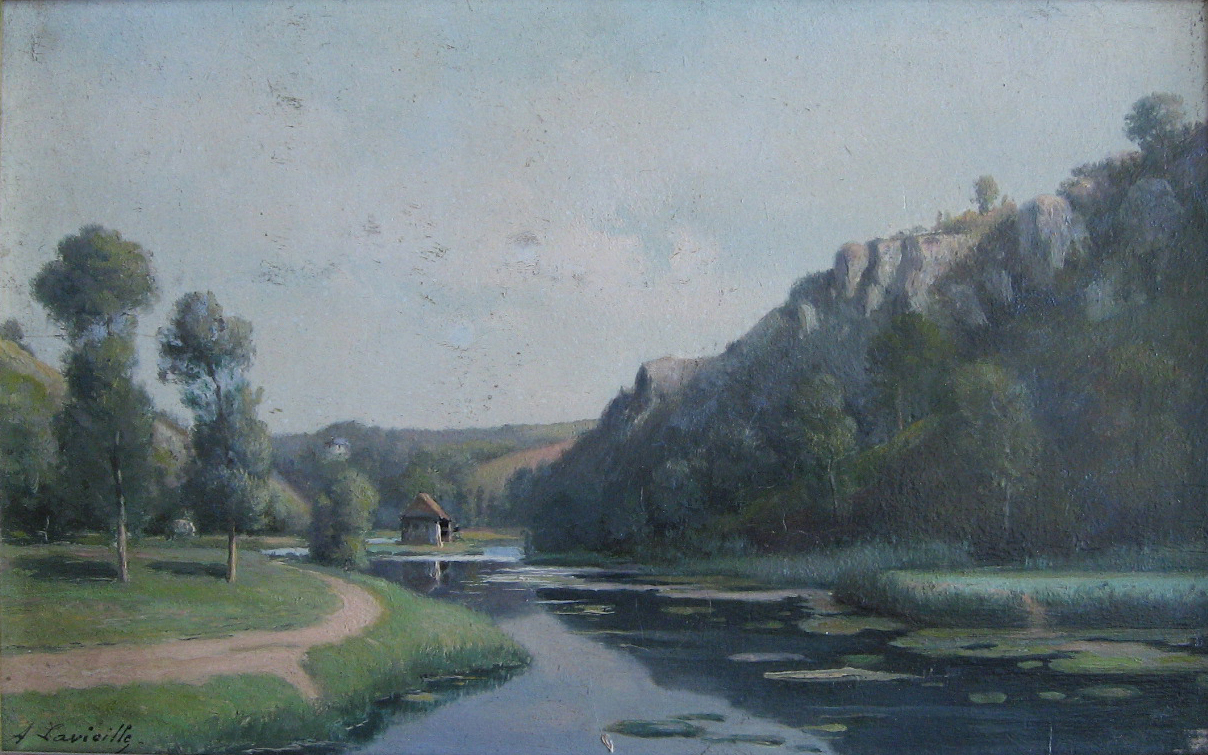
Le moulin du Boël, par le peintre Adrien Lavieille.

Le moulin du Boël a été construit en 1652, sur la Vilaine et sa première écluse date du XVIe siècle. Muni de solides contreforts et de deux roues à aubes, aujourd’hui disparues, il revêt une forme d’étrave de navire fendant le courant.
Au niveau du Boël, la ligne de Rennes à Redon passe la Vilaine par un pont de 56 m.
La Direction Générale de l'Armement Maîtrise de l'information (ex-CELAR) est implantée à l’est du Boël depuis 1968.
Depuis 2008, la maison d'un particulier fait office de halte chaque année à une quarantaine de marcheurs vers Saint-Jacques-de-Compostelle. Sous le signe du bénévolat (participation financière libre), les voyageurs peuvent y trouver de quoi se rafraîchir, se restaurer et passer la nuit.

## Milieu naturel

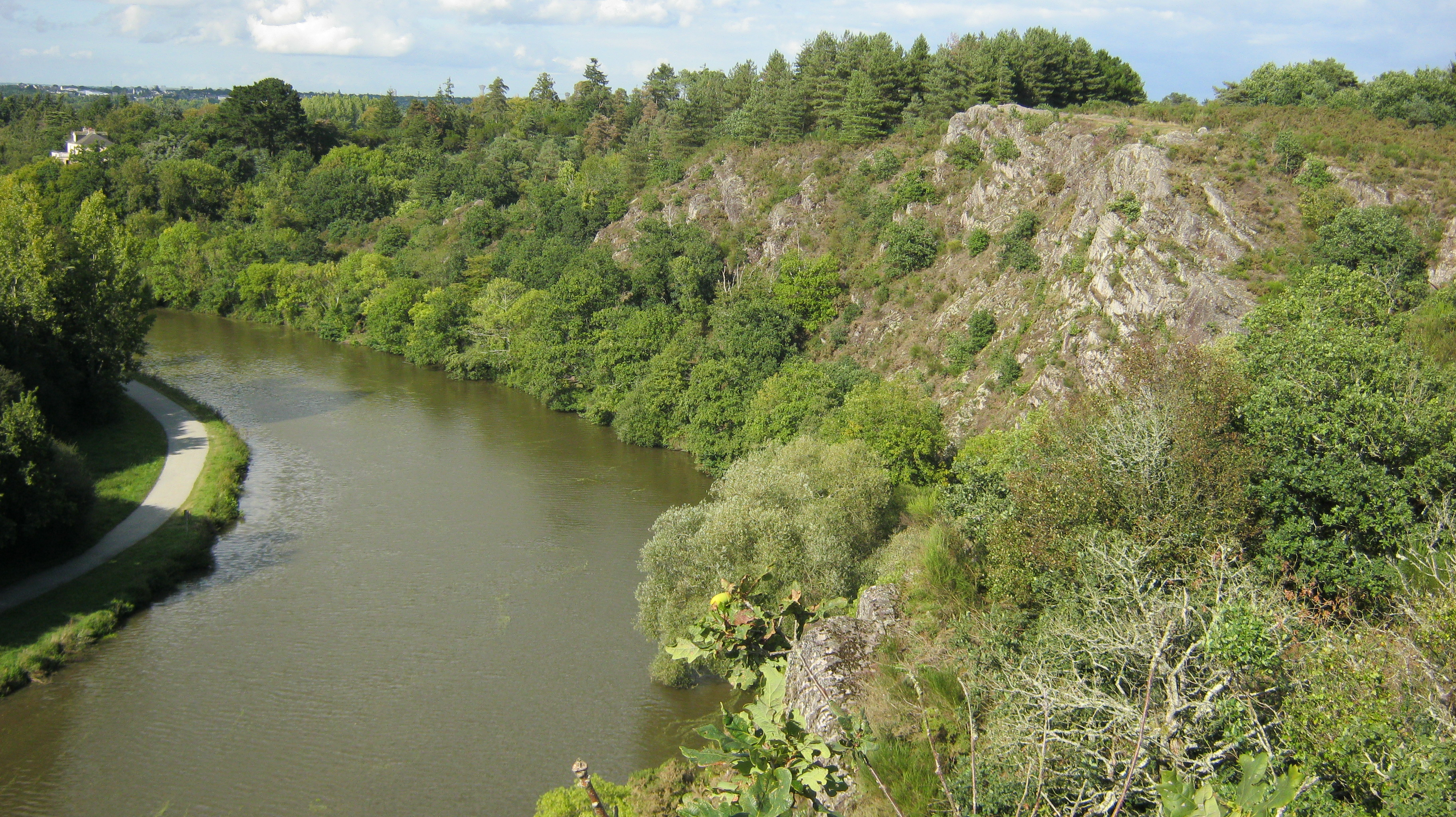
La rive escarpée de la Vilaine.

Le Boël est protégé par deux zones naturelles d’intérêt écologique, faunistique et floristique (ZNIEFF) de première génération nommée « le Boël (rive gauche) » (commune de Bruz) et « site du Boël (rive droite) » (commune de Guichen). Ces ZNIEFF ont toutes deux été validées au niveau national en 1997 et s’étendent respectivement sur 101 ha, et 11 ha,.
En plus des falaises, le site comprend des landes sèches et humides et des pelouses médio-européennes. La rive gauche comprend le bois de Saint-Jean. On y trouve de nombreuses espèces d’oiseaux, parfois rares comme le pouillot siffleur.
Une partie de la ZNIEFF rive gauche est aussi protégée en tant que site naturel inscrit et site naturel classé sur 3 et 4 hectares.
Enfin, c’est aussi un site géologique d’intérêt départemental.